# ثاقب حنيف
ثاقب حنيف (بالإنجليزية: Saqib Hanif) هو لاعب كرة قدم باكستاني في مركز حراسة المرمى، ولد في 28 أبريل 1994 في باكستان. شارك مع منتخب باكستان لكرة القدم. أما مع النوادي، فقد لعب مع نادي كي أر إل.

## وصلات خارجية
- ثاقب حنيف على موقع قاعدة بيانات كرة القدم.إي يو (الإنجليزية)
- ثاقب حنيف على موقع ناشيونال فوتبول تيمز (الإنجليزية)
- ثاقب حنيف على موقع Soccerway.com (الإنجليزية)
- ثاقب حنيف على موقع GSA (الإنجليزية)